# Япет (митология)
Вижте пояснителната страница за други значения на Япет.
Япет в древногръцката митология е титан от първото поколение в историята (деца на Уран и Гея). Япет участва в титаномахията на страната на Кронос и е затворен в Тартар, след загубата му от Зевс.

## Потомство
Япет е представян, като съпруг на океанидата Климена, от която има 4 сина – Атлант, Менойтий, Прометей и Епиметей. Според друг мит те са синове на Япет и океанидата Азия.
В митологията, чрез Прометей, Епиметей и Атлант, Япет е праотец на хората, но според някои тълкувания синовете на Япет всъщност олицетворяват характера им. Атлас, поддържащ небесния свод, въплъщава силата и търпението, Менетей – дързостта, Прометей – находчивостта и разума, а Епиметей – недалновидността и слабостта на човешкия ум (изобразено с увлечението му по Пандора и последиците от приемането й в дома му).